# Kunsthalle

Une Kunsthalle [kʊnstˈhalə] (litt. « halle de l'art » en allemand) est une institution artistique sans collection permanente. Certains musées allemands disposant de collections permanentes sont néanmoins désignés par ce terme.
On compte de nombreuses Kunsthallen en Europe du Nord :

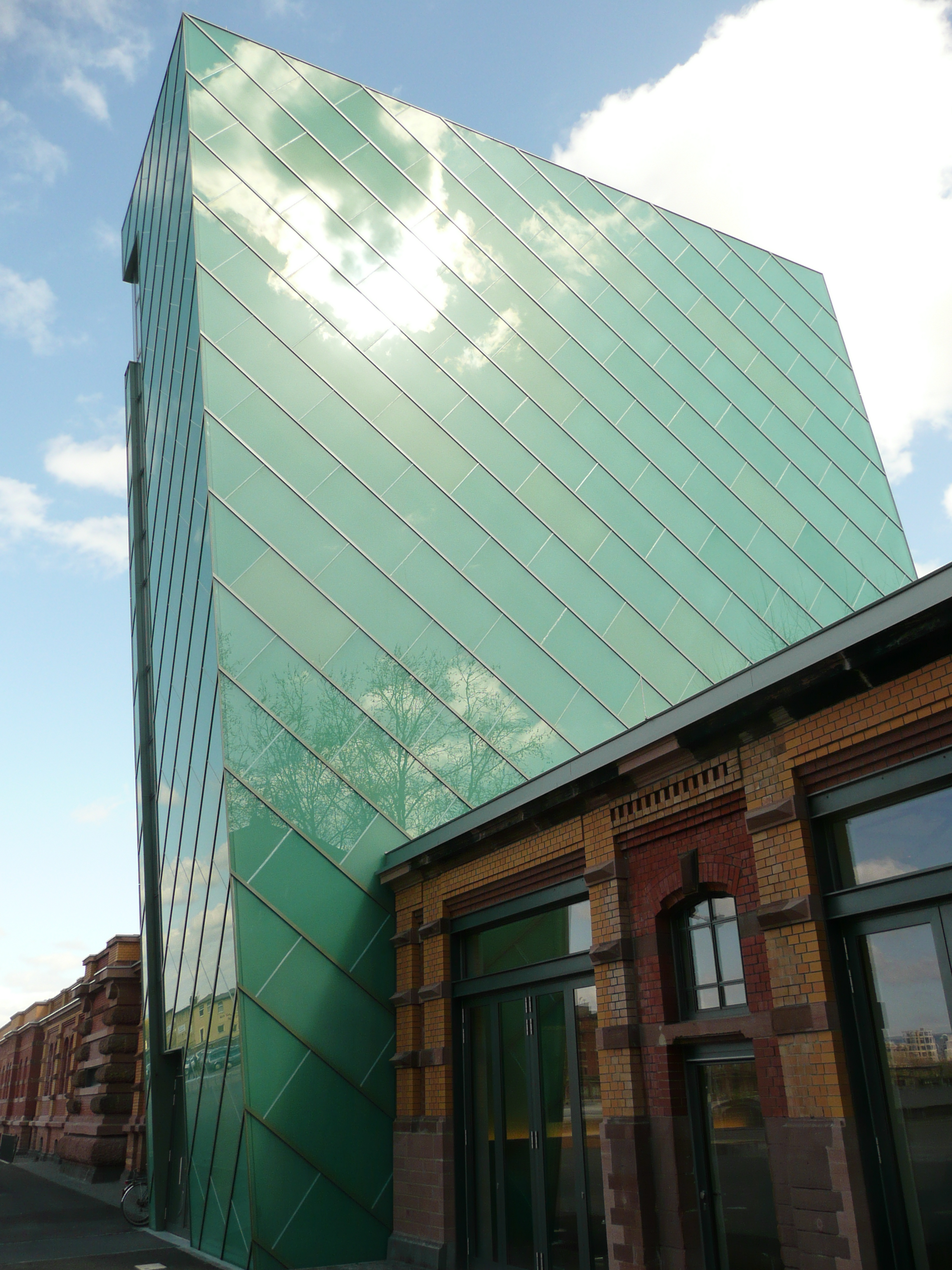
Aspect de la Kunsthalle de Mayence.

- Baden-Baden, voir Kunsthalle de Baden-Baden
- Bâle, voir Kunsthalle de Bâle
- Berne, voir Kunsthalle de Berne
- Bielefeld, voir Kunsthalle de Bielefeld
- Bonn, voir Kunsthalle de Bonn (1990)
- Brême, voir Kunsthalle de Brême
- Genève, voir Centre d'art contemporain (Genève)
- Darmstadt, voir Kunsthalle de Darmstadt
- Düsseldorf, voir Kunsthalle de Düsseldorf
- Emden, voir Kunsthalle d'Emden
- Göppingen, voir Kunsthalle de Göppingen
- Hambourg, voir Kunsthalle de Hambourg
- Karlsruhe, voir Staatliche Kunsthalle Karlsruhe
- Kiel, voir Kunsthalle de Kiel
- Krems an der Donau, voir Kunsthalle de Krems
- Luckenwalde, voir Kunsthalle de Vierseithof
- Mannheim, voir Kunsthalle de Mannheim
- Mayence, voir Kunsthalle de Mayence
- Munich, voir Hypo-Kunsthalle
- Rotterdam, voir Kunsthal de Rotterdam
- Stockholm, voir Kunsthalle de Stockholm
- Tübingen, voir Kunsthalle de Tübingen
- Vienne, voir Kunsthalle de Vienne
- Wilhelmshaven, voir Kunsthalle de Wilhelmshaven
- Zurich, voir Kunsthalle Zürich

Il existe cependant d'autres Kunsthalle en Europe, tel celle de Prague